# Podkrajcze
Podkrajcze (biał. Падкраічы; ros. Подкраичи) – agromiasteczko na Białorusi, w obwodzie brzeskim, w rejonie bereskim, w sielsowiecie Malecz.
Należały do ekonomii prużańskiej. W dwudziestoleciu międzywojennym leżały w Polsce, w województwie poleskim, w powiecie prużańskim.